# 1-Naftol
1-Naftol, ili α-naftol, je bezbojna kristalna materija sa formulom . On je izomer 2-naftola od koga se razlikuje po lokaciji hidroksilne grupe na naftalenu. Naftoli su naftalenski homolozi fenola. Njihova hidroksilna grupa je reaktivnija od fenolne. Oba izomera su rastvorana u jednostavnim alkoholima, etrima, i hloroformu. Oni mogu da se koriste u proizvodnji boja i organskoj sintezi.
1-Naftol je metabolit insekticida karbarila i naftalena. Kao i za TCPy, za njega je pokazano da snižava nivoe testosterona kod ljudi.

## Literatura
1. ↑  Joanne Wixon; Douglas Kell (2000). „Website Review: The Kyoto Encyclopedia of Genes and Genomes — KEGG”. Yeast. 17 (1): 48—55. doi:10.1002/(SICI)1097-0061(200004)17:1<48::AID-YEA2>3.0.CO;2-H.
2. ↑   уреди
3. ↑  Evan E. Bolton; Yanli Wang; Paul A. Thiessen; Stephen H. Bryant (2008). „Chapter 12 PubChem: Integrated Platform of Small Molecules and Biological Activities”. Annual Reports in Computational Chemistry. 4: 217—241. doi:10.1016/S1574-1400(08)00012-1.
4. ↑  Clayden, Jonathan; Greeves, Nick; Warren, Stuart; Wothers, Peter (2001). Organic Chemistry (I изд.). Oxford University Press. ISBN 978-0-19-850346-0.
5. ↑  Meeker, John D.; Ryan, Louise; Barr, Dana B.; Hauser, Russ (2006). „Exposure to Nonpersistent Insecticides and Male Reproductive Hormones”. Epidemiology. 17 (1): 61—68. PMID 16357596. doi:10.1097/01.ede.0000190602.14691.70.

## Spoljašnje veze
- NIST hemijska veb-knjiga 1-naftalenol